# Mucha (tạp chí)

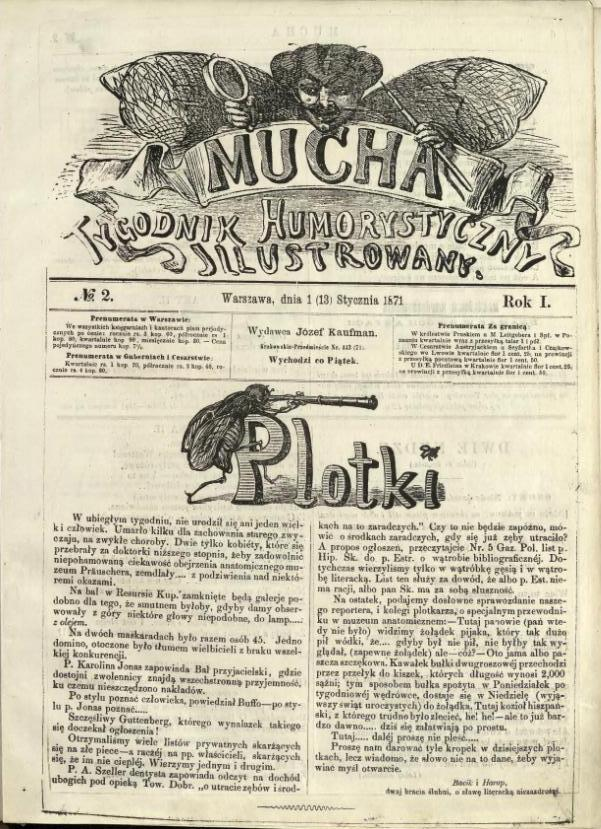
Trang bìa của Mucha từ năm 1871

Mucha là một tạp chí châm biếm Ba Lan được xuất bản tại Warsaw trong các giai đoạn 1868-1939 và 1946-1952. Năm 1953, nó được sáp nhập vào một tạp chí trào phúng khác, Szpilki.
Tạp chí được thành lập và biên tập bởi nhà bán sách Józef Kaufman, tiếp theo là các chủ sở hữu khác. Nó bao gồm các nội dung biếm họa, truyện cười và những câu thơ hài hước và truyện ngắn.
Trong số nhiều nhà văn, biên tập viên và họa sĩ minh họa của nó là Franciszek Kostrzewski và Bolesław Prus, tuy nhiên phần lớn đóng góp là ẩn danh.
Phiên bản trước năm 1939 được biết đến với các chủ đề cánh hữu, dân tộc, bài ngoại. Mức độ hài hước là khá thấp; ví dụ:
– Thưa bác sĩ, xin hãy giúp đỡ, vợ tôi đã ăn quá nhiều trong kỳ nghỉ và bây giờ điều đó làm cô ấy đau!
– Thật vậy sao?
– Không, trong bụng!
-
– Ngài biện hộ, thưa ông, ông có nghỉ lễ vui vẻ không?
– Chúng thực sự mạng lại hạnh phúc cho tôi: ba hộp pin, hai sự xúc phạm và ba tá ghi chú từ chối!
-
– Kinh dị! Hôm qua một cô gái trẻ đã nhảy từ một cây cầu!
– Có phải cô ấy đã yêu ai đó tệ?
– Không, kinh dị là ở Vistula.
Trong khi mucha có nghĩa là "con ruồi" trong tiếng Ba Lan, thực ra tạp chí được đặt theo tên của một người nhào lộn táo bạo Antoni Mucha, người có biếm họa nổi bật trong những số đầu tiên.
Các bản scan của tờ Mucha có thể được tìm thấy trong thư viện trực tuyến có thể tìm kiếm polona.pl.